# Любов і сміття
Любов і сміття (англ. Love and Rubbish) — американська короткометражна кінокомедія Генрі Лермана 1913 року.

## У ролях
- Форд Стерлінг — містер Фікл
- Чарльз Ейвері — містер Тікл
- Вірджинія Кертлі — няня
- Енді Андерсон — інспектор в парку
- Еліс Девенпорт — жінка в солом'яному капелюсі
- Роско ’Товстун’ Арбакл — товстий хлопець
- Едгар Кеннеді — поліцейський
- Вільям Хаубер — поліцейський